# Luhove, Mîkolaiiv
Luhove (în ucraineană Лугове) este un sat în comuna Kobleve din raionul Mîkolaiiv, regiunea Mîkolaiiv, Ucraina.

## Demografie
Componența lingvistică a localității Luhove
     Ucraineană (87,37%)
     Rusă (6,84%)
     Română (3,42%)
     Belarusă (1,32%)
Conform recensământului din 2001, majoritatea populației localității Luhove era vorbitoare de ucraineană (87,37%), existând în minoritate și vorbitori de rusă (6,84%), română (3,42%) și belarusă (1,32%).